# Crescendo (videojuego)
Crescendo: Eien Dato Omotte Ita Ano Koro (Crescendo ～永遠だと思っていたあの頃～?) es un juego bishoujo producido por Digital Objet, lanzado en Japón el 28 de septiembre de 2001.
Una versión del juego completamente hablado fue lanzado en Japón el 25 de julio de 2003, que incluye todas las voces (aparte de la de los protagonistas) y escenarios extendidos para cada personaje. Las voces de esta versión del juego, pero no así los escenarios extendidos, fueron utilizados por G-Collections en su traducción inglesa del juego, que fue lanzada el 1 de junio de 2003.
El juego sigue a Ryo Sasaki por los últimos 5 días de secundaria. El jugador controla las interacciones y decisiones de Ryo desde un punto de vista omnisciente en tercera persona, con el fin de ayudarlo a resolver situaciones de su vida personal así como también su relación romántica.
La historia es presentada como texto, sobre los gráficos del lugar donde se encuentra actualmente el jugador y los otros personajes que están presentes en la escena. El jugador progresa a través de la historia y ocasionalmente se le presentan decisiones que determinaran el historia a seguir y el final de esta.
- Datos: Q2443487